# Industriebüro
Das Industriebüro wurde im Herbst 1946 mit Geldern der deutschen Schwerindustrie als ein Archiv und Dokumentationszentrum in Nürnberg aufgebaut. Es sollte helfen die Verteidigungs- und PR-Strategien der Industrie im Allgemeinen und der Schwerindustrie im Besonderen in Bezug auf die Mitwirkung an der Finanzierung der NSDAP, der Arisierung, der Plünderung in den besetzten Gebieten und der Zwangsarbeit zu erleichtern und zu koordinieren.
Hermann Reusch, der Vorsitzende der Gutehoffnungshütte, sammelte einen fünfstelligen Spendenbetrag für den Flick-Prozess und setzte sich prominent für die Eröffnung des Büros ein. Als Archivleiter konnten Wolfgang Pohle und Walter Siemers Heinz Nagel, einen Geschäftsmann und Juristen gewinnen, der Dokumente zum Nürnberger Prozess gegen den Leiter der Vierjahresplanbehörde Hermann Göring gesammelt hatte.  Das rechtswissenschaftliche Institut der Universität Göttingen stellte zusätzlich seine Materialsammlung zum Nürnberger Prozess zur Verfügung. Große Unternehmen von der Ruhr gaben veröffentlichte und unveröffentlichte Dokumente, die für die Angeklagten der Nürnberger Nachfolgeprozesse wie auch für weniger bekannte Unternehmer bei Entnazifizierungsverfahren helfen sollten.
Die Dokumentensammlung war Grundlage für zahlreiche juristische Schriftsätze und eidesstattliche Erklärungen. Der Lobbyist August Heinrichsbauer stützte sich auf diesen Fundus und veröffentlichte kurz nach dem Urteil im Krupp-Prozess von der Industrie gefördert das apologetische Werk Schwerindustrie und Politik.